# 钟洪江
钟洪江（1969年4月—），浙江诸暨人，汉族。中国共产党党员、中华人民共和国政治人物。曾任汉中市人民政府市长、中共汉中市委书记。2023年1月，当选为陕西省人民政府副省长。同年9月进京履新，当选中华全国总工会副主席、书记处书记。